# Palazzo del Marchese di Albaicín
Il Palazzo del Marchese di Albaicín è uno storica residenza di Noja sulla costa cantabrica in Spagna.

## Storia
Il palazzo, che risale al XVIII secolo, venne rimodellato nel 1916 secondo il progetto dell'architetto Leonardo Rucabado accettando l'incarico di Obdulia Bonifaz, suocera di Cristóbal Pérez del Pulgar y Ramírez de Arellano. Questi aveva ricevuto nel 1911 il titolo di Marchese di Albaicín dal re Alfonso XIII.

## Descrizione
L'edificio presenta uno stile eclettico capace di reinterpretare l'architettura tradizionale cantabrica.